# Marco Torrès
Marco Torrès (Sidi Bel Abbes, 22 gennaio 1888 – 15 gennaio 1963) è stato un ginnasta francese.

## Palmarès
- Giochi olimpici

Anversa 1920: argento nei concorso individuale, bronzo nel concorso a squadre.